# Easy A
Easy A is een Amerikaanse komische film onder regie van Will Gluck, die op 17 september 2010 in première is gegaan. De hoofdrollen worden vertolkt door Emma Stone, Penn Badgley, Amanda Bynes en Thomas Haden Church. Het verhaal is deels gebaseerd op het boek The Scarlet Letter.

## Verhaal
Een middelbare scholiere genaamd Olive Penderghast liegt tegen haar beste vriendin Rhiannon over een date met een onbekende jongen die niet bestaat. Olive ziet haar reputatie verwoest worden als de roddel dat ze een onenightstand heeft gehad wordt verspreid. Dit levert haar echter gelijktijdig een nieuwe reputatie en bewondering van medeleerlingen op. Als ze met een oude jeugdvriend Brandon moet nablijven vraagt Brandon haar of ze samen de roddel kunnen verspreiden dat ze het gedaan hebben om Brandons homoseksualiteit te bedekken. Marianne, een overreligieuze medescholiere, probeert Olive echter geschorst te krijgen.

## Rolbezetting
| Acteur              | Personage            |
| ------------------- | -------------------- |
| Emma Stone          | Olive Penderghast    |
| Amanda Bynes        | Marianne             |
| Alyson Michalka     | Rhiannon             |
| Lisa Kudrow         | Mevrouw Griffith     |
| Thomas Haden Church | Meneer Griffith      |
| Penn Badgley        | Woodchuck Todd       |
| Patricia Clarkson   | Rosemary Penderghast |
| Stanley Tucci       | Dill Penderghast     |
| Cam Gigandet        | Micah                |
| Dan Byrd            | Brandon              |
| Malcolm McDowell    | Directeur Gibbons    |
| Johanna Braddy      | Melanie              |

## Achtergrond

### Productie
In november 2008 werd bevestigd dat Will Gluck Easy A zou regisseren, een moderne hervertelling van The Scarlet Letter. Gluck vertelde dat hij de opdracht accepteerde omdat hij het het 'scherpste en grappigste script in lange tijd' vond. In maart 2009 werd bericht dat Emma Stone de hoofdrol zou spelen. De verwachtingen waren dat de opnames snel zouden beginnen in Ojai. Pas in juni 2009 volgde de bekendmaking van andere castleden. Amanda Bynes was de eerste actrice, op 2 juni. Zij had een contract getekend bij de studio Screen Gems en zou in twee films acteren, waaronder Easy A.
De volgende dag werden ook Lisa Kudrow, Alyson Michalka, Thomas Haden Church, Patricia Clarkson, Stanley Tucci, Penn Badgley, Cam Gigandet, Malcolm McDowell en Dan Byrd toegevoegd aan de cast. De draaidagen begonnen op 9 juni 2009 en duurden tot en met juli 2009.

### Reacties
De film werd goed ontvangen door critici. Op Rotten Tomatoes scoort de film 87% aan goede beoordelingen. Metacritic gaf de film een bovengemiddelde score van 72 punten op een schaal van 100.